# کامپرتونیو
کامپرتونیو (به ایتالیایی: Campertogno) یک کومونه در ایتالیا است که در استان ورسلی واقع شده‌است.

## خصوصیات
کامپرتونیو ۳۴٫۰ کیلومترمربع مساحت و ۲۲۶ نفر جمعیت دارد.